# Barranc

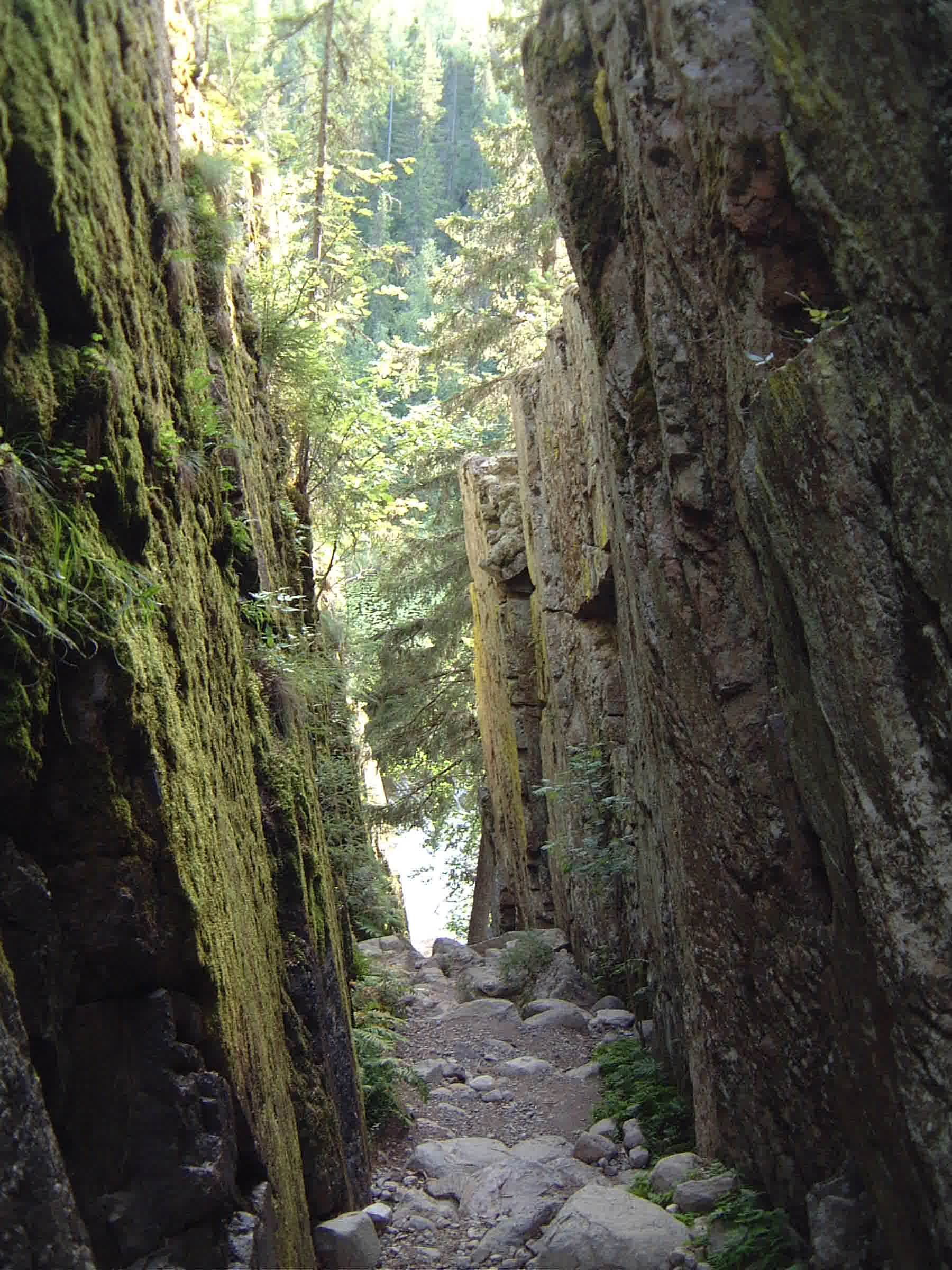
Imatge des de l'interior d'un barranc

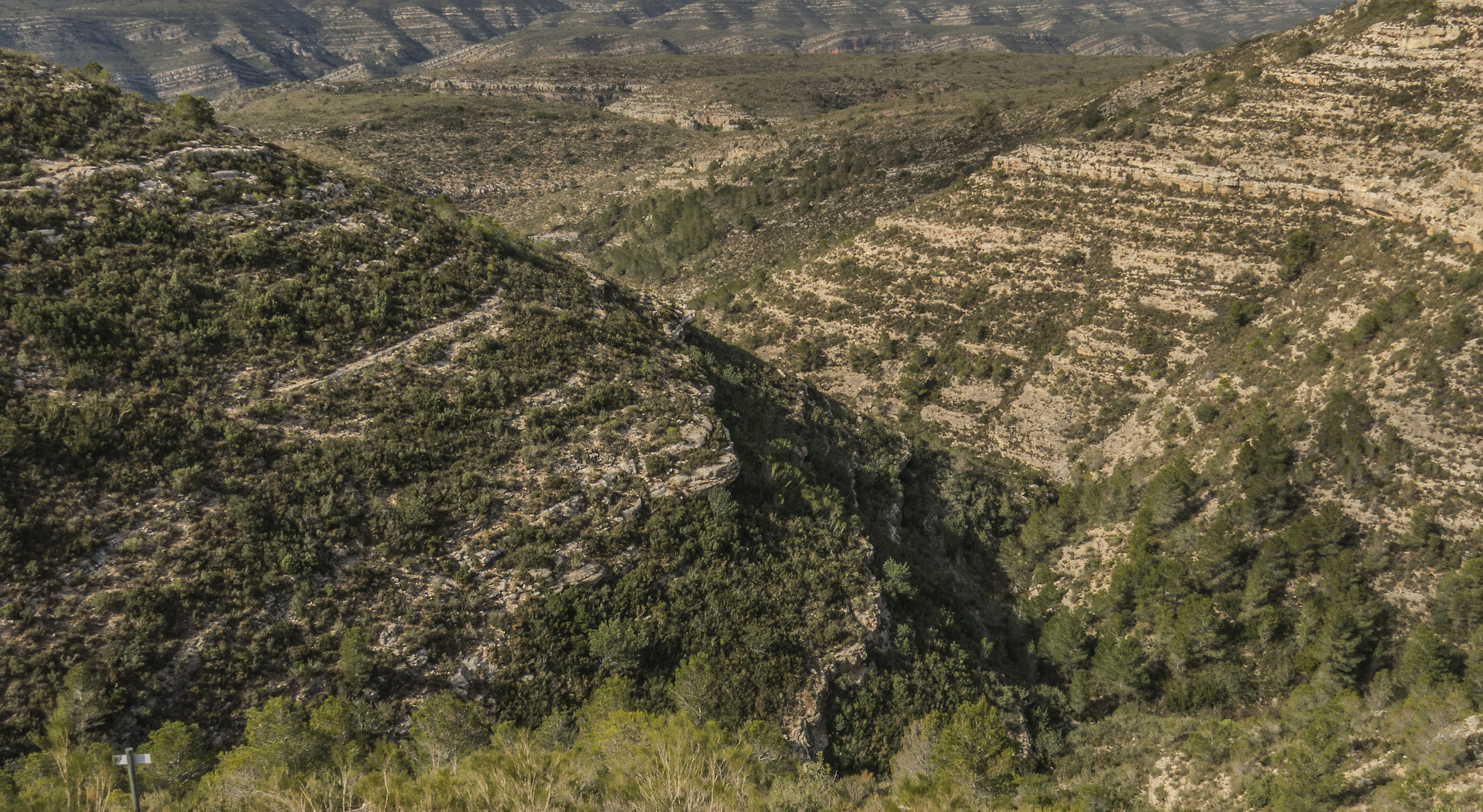
Barranc del Castellet (Tous, País Valencià)

En geomorfologia un barranc és una forma de relleu de vessants abruptes i en forma lineal creada per l'aigua corrent en erosionar profundament el sòl, són similars a grans rases o petites valls amb unes dimensions que van de metres a desenes de metres en fondària i amplada.
Joan Coromines al DEcat descriu el barranc per contraposició a coma, fondo o vall (fondals que encara es conreen), i també quan a penes sol dur aigua. En aquesta mateixa nota també hi precisa: Aquest tipus de fondal, més erosionat pels aiguats intermitents i immoderats, sol ser també el que té més roquisser, penyes i cingleres i així es presta més a pendre el sentit de ‘precipici’ o ‘obstacle en el pas'. A les Corberes: Sovint són avencs amb corrent d'aigua, subterrània generalment però que de vegades sobreïx o bé traspua per escletxes.
L'erosió en barrancs o escorrancs és el procés pel qual es formen els barrancs. Els vessants tenen més tendència a patir una erosió en barrancs quan desapareix el bosc i la vegetació, en absència de l'acció protectora de la coberta vegetal el sòl és fàcilment arrossegat per l'aigua corrent, especialment en zones sotmeses a pluges fortes i intenses com les tempestes.
L'erosió en barrancs redueix la productivitat de les terres de conreu en arrossegar el sòl i, en general, afavoreix la desertització. Per això en geomorfologia s'inverteixen molts esforços a l'estudi dels barrancs, la prevenció de l'erosió i la restauració dels seus efectes.